# アナ・マレセビッチ
アナ・マレセビッチ（Ana Malešević、2002年3月30日 - ）は、セルビアの女子バレーボール選手。セルビア代表。

## 来歴

### クラブチーム
ベオグラード出身。2019年、Vizura Beogradに入団。2020年、OK Tentへ移籍し、4年間在籍し、セルビア国内リーグでは2020/21、2023/24シーズンに準優勝した。2024年CSM Târgovișteへの移籍に合意し、2024/25シーズンのルーマニアリーグ、ルーマニアカップ、CEV Challenge Cupに出場した。2025年4月、イタリアセリエAのイル・ビゾンテ・フィレンツェへの移籍が発表された。

### 代表チーム
アンダーカテゴリーの代表として2021年、U-21世界選手権に出場し銀メダルを獲得した。2022年、U-21欧州選手権に出場し銀メダルを獲得し、自身はベストミドルブロッカー賞を受賞した。2024年、シニア代表に初選出され、同年のネーションズリーグに出場した。

## 球歴
- ネーションズリーグ - 2024年

## 受賞歴
- 2022年 - U-21欧州選手権 ベストミドルブロッカー賞

## 所属クラブ
- Vizura Beograd（2019-2020年）
- OK Tent（2020-2024年）
- CSM Târgoviște（2024-2025年）
- イル・ビゾンテ・フィレンツェ（2025年-）